# Totentempel des Mentuhotep II.
Der Totentempel des Mentuhotep II. ist ein Totentempel, den Mentuhotep II., altägyptischer König (Pharao) der 11. Dynastie (Mittleres Reich), erbauen ließ. Der Tempel liegt auf dem thebanischen Westufer im Talkessel von Deir el-Bahari, ganz in der Nähe der Saff-Gräber von Mentuhoteps Vorfahren. Er ist historisch und baugeschichtlich ein wichtiges Denkmal und Zeugnis für den Übergang von den Pyramidentempeln des Alten Reichs zu den Millionenjahrhäusern des Neuen Reichs.
Der Totentempel des Mentuhotep II. ist der einzige halbwegs erhaltene monumentale Tempelbau des Mittleren Reiches und war auch richtungsweisend für den rund 550 Jahre jüngeren Totentempel der Hatschepsut. Spätere Nutzungen und ein die Ruinen bedeckender Bergsturz in der 20. Dynastie führten zu seinem schlechten Erhaltungszustand.

## Erforschung
I) Tempel des Mentuhotep II.

1) Bab el-Hosan

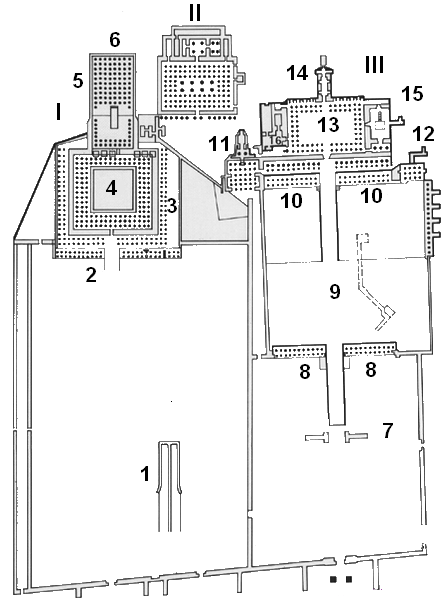
Karte von Deir el-Bahari

2) Untere Pfeilerhallen (zu beiden Seiten der Aufgangsrampe)

3) Obere Halle

Zwischen 3) und 4) Ambulatorium

4) Kernbau

Zwischen 4) und 5) Mittelhof, in dessen Mitte der Dromos, der zum Königsgrab führt

5) Hypostyle Halle

6) Sanktuar

II) Tempel des Thutmosis III.

III) Tempel der Hatschepsut
Da die Tempelruine des Mentuhotep-Tempels im frühen 19. Jahrhundert vollständig mit Schutt bedeckt war, registrierten die damaligen Reisenden nicht, dass neben dem Hatschepsut-Tempel ein weiterer Tempel begraben liegt. 1858 stießen Arbeiter Auguste Mariettes bei Arbeiten am Hatschepsut-Tempel auf die Cachette der Month-Priester aus der 22. bis 26. Dynastie, die einen Sammelfund von 72 Mumiensärgen beherbergte.
1859 begannen Lord Dufferin und seine Helfer Dr. Lorange und Cyrill C. Graham mit Grabungen im Mentuhotep-Areal. Sie begannen mit den Arbeiten an der Südwestecke des Hypostyls, das von ungeheuren Schuttmassen bedeckt war, und entdeckten bald darauf das nahezu vollständig ausgeplünderte Grab der Königin Tem. Allmählich arbeitete man sich auf das Sanktuar zu, wo man ein Sitzbild des Amunre und einen Granitaltar des Mentuhotep fand. Es folgten laufend weitere Funde wie zum Beispiel das Grab der Neferu (TT319).
1898 entdeckte Howard Carter das Bab el-Hosan. Er ließ das riesige Scheingrab freiräumen und stieß dabei auf die kunst- und religionsgeschichtlich bedeutende, schwarze Sitzstatue des Königs.

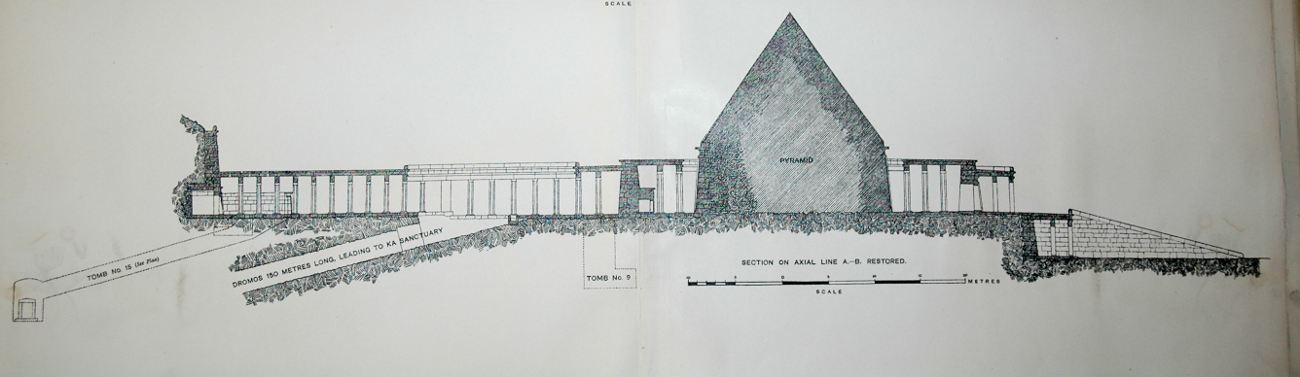
Querschnittszeichnung von Édouard Naville

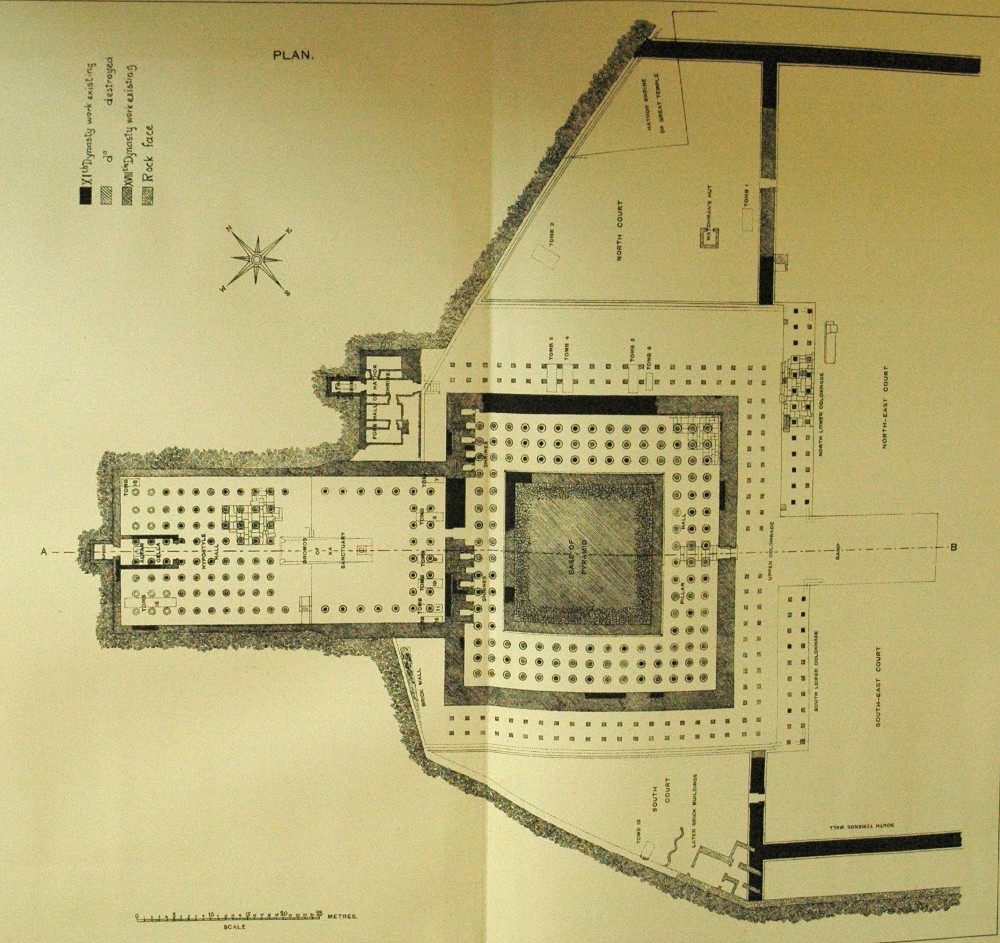
Plan des Tempels von Édouard Naville

In den Jahren 1903 bis 1907 erforschte Édouard Naville das Areal im Auftrag des Egypt Exploration Fund. Wenn sich auch Lord Dufferin – wie aus der Planskizze von C.C. Graham hervorgeht – über Umfang, Charakter und Grundriss nicht im klaren war, muss man, trotz der wiederholten Beteuerungen von Édouard Naville, er habe den Tempel als erster entdeckt, den Ruhm dem eigentlichen Finder zubilligen. Unter Naville wurde der Tempel erstmals vollständig freigelegt und systematisch erforscht.
Zwischen 1920 und 1931 führte Herbert E. Winlock für das Metropolitan Museum of Art nochmals 5 Kampagnen im Mentuhotep-Areal durch, deren Ergebnisse nur in Form von Vorberichten summarisch veröffentlicht wurden.
Zwischen 1967 und 1971 führte Dieter Arnold im Auftrag des Deutschen Archäologischen Instituts eine Reinigung und Neubearbeitung der Anlage durch und publizierte seine Ergebnisse in drei Bänden.

## Architektur

### Aufweg und Vorhof

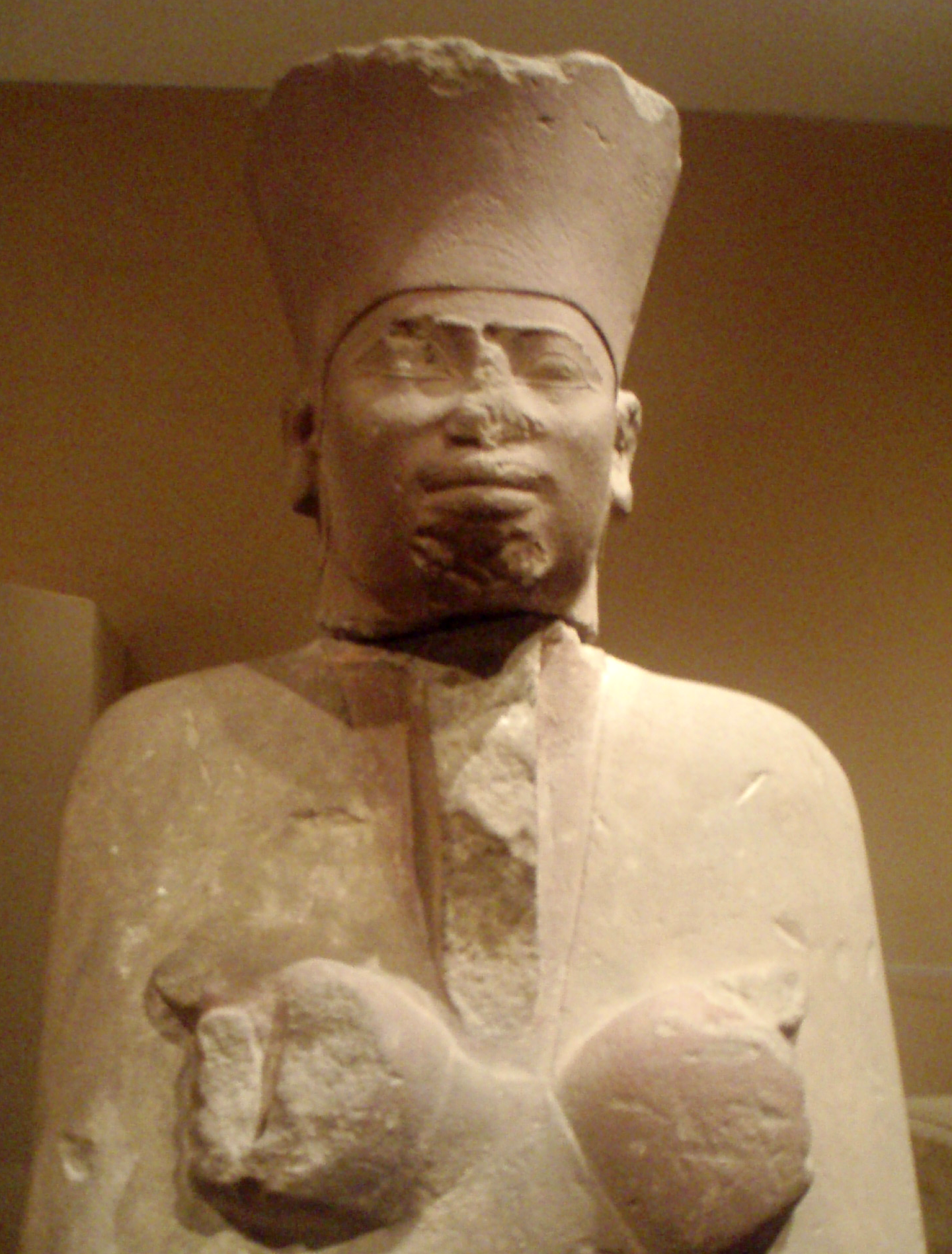
Kopf einer Standfigur aus dem Vorhof des Tempels (geborgen 1921/22, heute im Metropolitan Museum of Art)

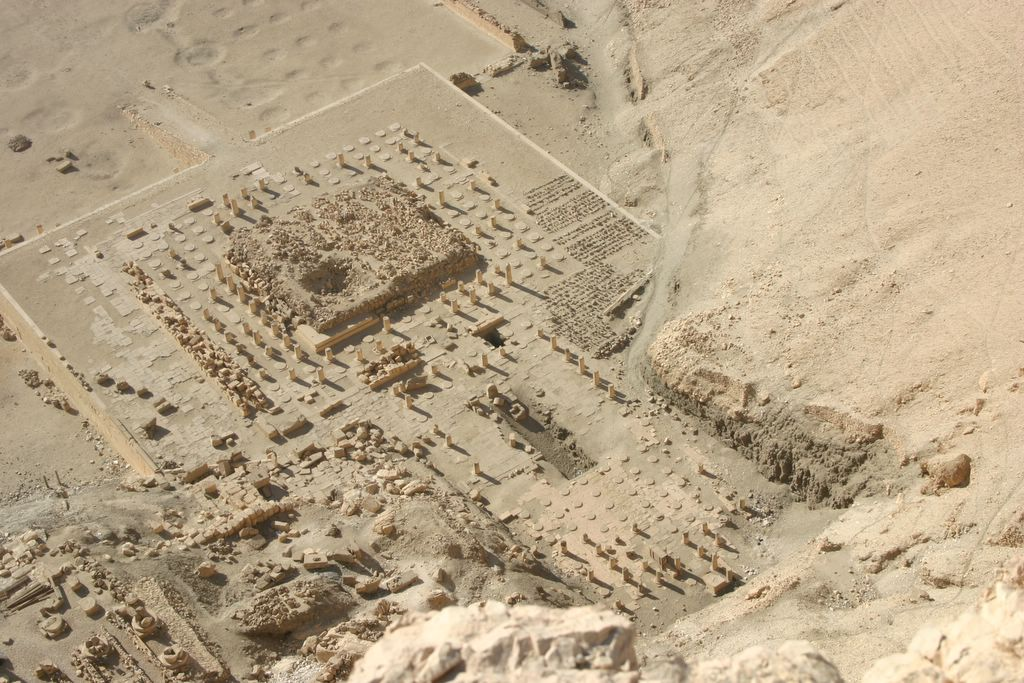
Luftbild des Totentempels

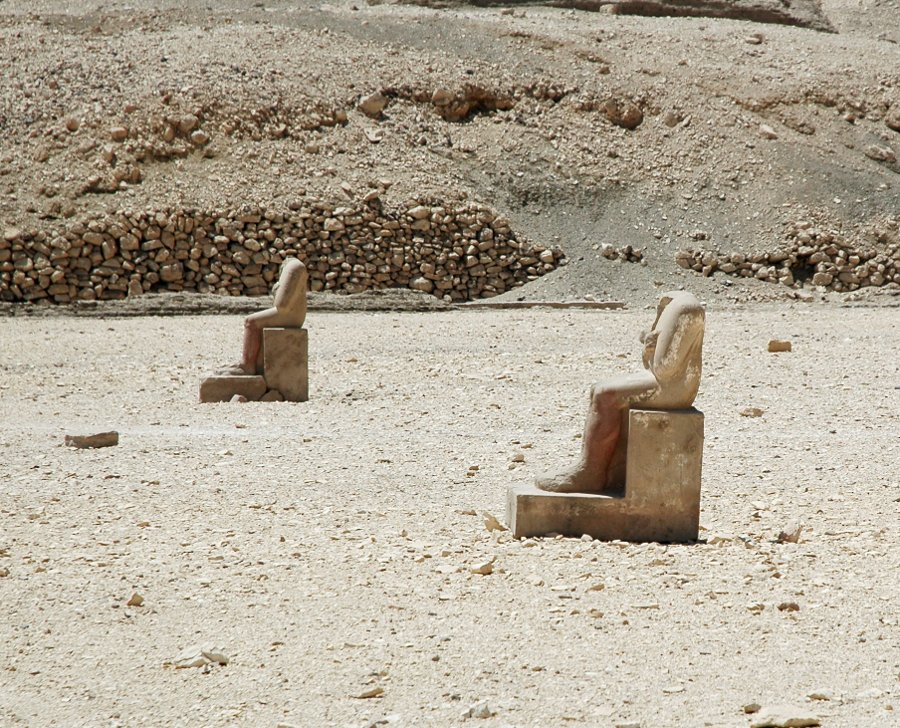
Reste zweier Sitzstatuen des Mentuhotep II. im Vorhof des Totentempels

Wie seine Vorläufer, die Pyramiden des Alten Reichs, besaß die Anlage einen – in Fruchtland versunkenen – Taltempel und einen 1,2 Kilometer langen und 46 Meter breiten Aufweg, der allerdings nicht mehr gedeckt war. Der Aufweg mündete in einen weiten Vorhof, der den innersten Talkessel von Deir el-Bahari einschloss und mit einer mehrreihigen Baumbepflanzung und Standfiguren des Königs ausgestattet war.
Insgesamt lassen sich archäologisch Wurzelgruben von mindestens 57 Tamarisken und 6 Sykomorenfeigen sowie lange rechteckige Beete verschiedener Blumensorten nachweisen. Daraus lässt sich der nur in wenigen Fällen archäologisch belegte Tempelgarten rekonstruieren. Mehrere Gärtner mussten eine solch aufwändige Anlage unter stetem Einsatz aufrechterhalten haben, nur schon um die Bewässerung aus dem einen Kilometer entfernten Niltal zu bewerkstelligen und damit eine Grünanlage inmitten der Wüstenlandschaft zu kultivieren.
Links und rechts der Prozessionsstraße wurden mindestens 22 Sitzstatuen des Königs aufgestellt, vermutlich auf der Südseite mit der Weißen Krone Oberägyptens und auf der Nordseite mit der Roten Krone Unterägyptens bekrönt. Eine solche Sandsteinplastik wurde 1921/22 von Herbert Winlock gefunden und ist heute im Metropolitan Museum of Fine Arts in New York ausgestellt.

### Vorderer Teil des Tempels
Westlich des Aufwegs befindet sich das eigentliche Heiligtum, das als Terrassentempel angelegt war und aus zwei Teilen besteht, dessen vorderer Teil dem Month-Re geweiht war, einer Verschmelzung von Month, dem thebanischen Gott des Krieges, der während der 11. Dynastie besonders verehrt wurde, mit dem Sonnengott Re.
An der östlichen Front des Tempels sind zu beiden Seiten der Aufgangsrampe Pfeilerhallen vorgelagert, die jeweils aus einer Doppelreihe von rechteckigen Pfeilern bestehen und den Eindruck eines Saff-Grabes erwecken.
Eine Rampe führt in der Mittelachse des Tempels zur oberen Tempelterrasse. Allerdings wurde sie 1905 von Édouard Naville angelegt und überlagert die Reste der ursprünglichen, die nur noch an zwei Stellen sichtbar ist, bei denen es sich um die untersten beiden Lagen der seitlichen Kalksteinverkleidung handelt.

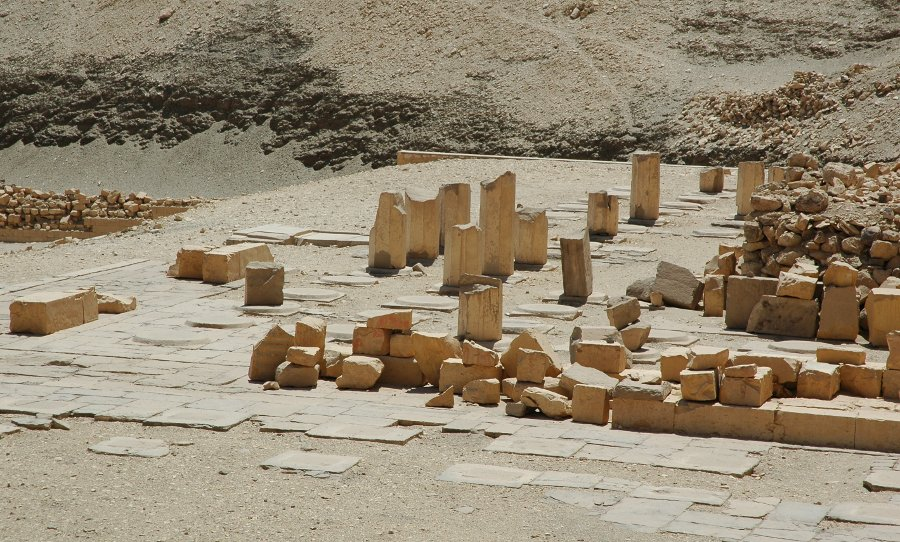
Reste des Ambulatoriums und eine Ecke des Kernbaus auf der Tempelterrasse

Auf der Tempelterrasse erheben sich auf einem 60 Meter breiten, 43 Meter tiefen und 5 Meter hohen Podium die obere Halle, das Ambulatorium und der Kernbau.
Das Ambulatorium ist im Prinzip ein aus oktogonalen Pfeilern bestehender, dreireihiger Säulenhof, der durch eine 5 Ellen starke Mauer eingefasst wird und dessen Hof vollständig vom Kernbau ausgefüllt wird, „so dass – besonders heute wieder in seinem ruinösen Zustand – der Eindruck eines um diesen Sockel herumgeführten Umganges entsteht“. Außer an der Westseite ist es wiederum von einer Pfeilerhalle, der oberen Halle umgeben und ist durch zwei Eingänge betreten worden, nämlich durch je ein Tor an der Ostseite und an der Westseite. Von den ursprünglichen 140 Pfeilern des Ambulatoriums sind teilweise nur noch die Basen und Stümpfe erhalten.
Der Kernbau, der 1904/05 von Édouard Naville freigelegt wurde, bildet ein quadratisches Scheingebäude mit einer Seitenlänge von 22 Metern und einer Höhe von 11 Metern. Er ist das eigentliche Zentrum der vorderen Tempelhälfte und war vielleicht die Darstellung des Urhügels und ähnelte womöglich den Oberbauten der Königsgräber in Abydos. Édouard Naville und Herbert E. Winlock rekonstruierten den Kernbau so, dass er von einer Pyramide bekrönt war. Dies lehnt Dieter Arnold jedoch aus statischen Gründen ab.

### Hinterer Teil des Tempels

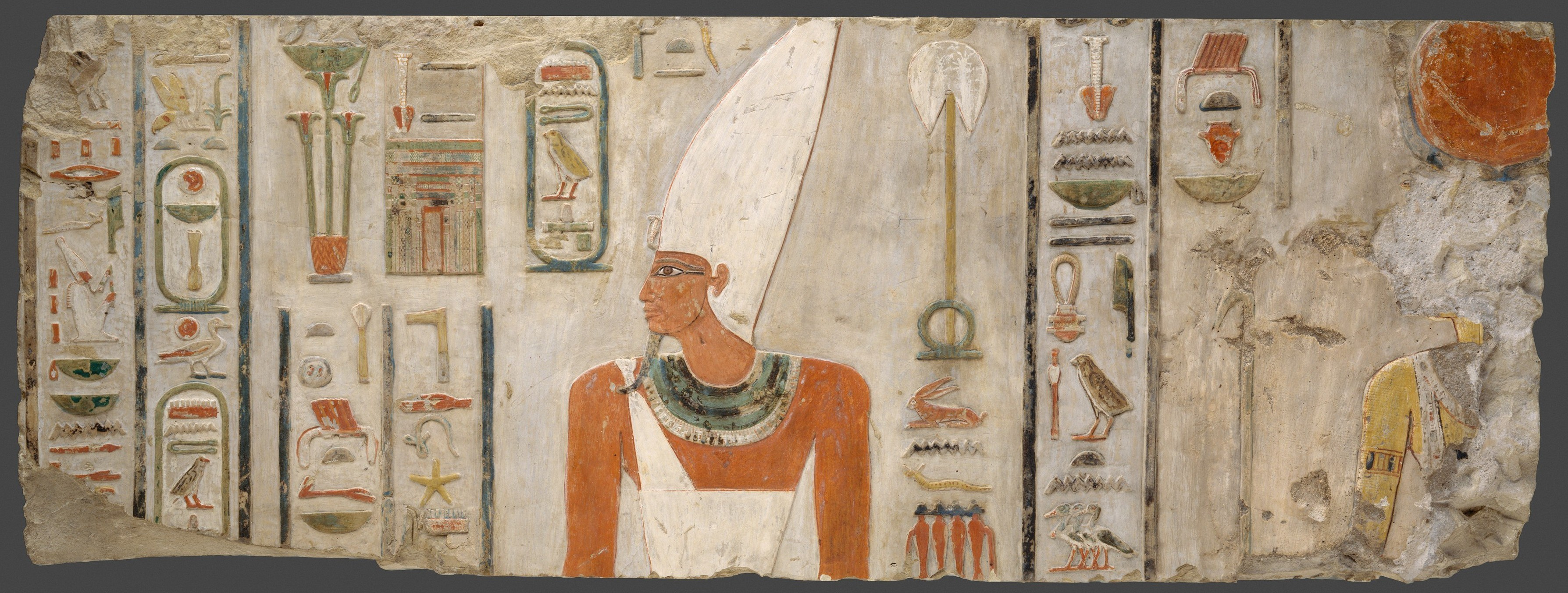
Ausschnitt eines bemalten Kalksteinblocks aus dem Reliefprogramm (Naville-Grabung von 1907, heute im Metropolitan Museum of Art)

Der hintere Teil des Tempels, der dem Kult des vergöttlichten Königs diente, war teilweise in das ansteigende Bergmassiv geschnitten, mit einem offenen Hof und einem Pfeilersaal mit der Statuenkapelle. In den letzten Regierungsjahren des Königs wurde mit dem Einbau eines dem Statuenraum vorgelegten Sanktuares der Kult des thebanischen Amunre eingefügt und die Anlage somit in ein echtes Millionenjahrhaus verwandelt.
Der Mittelhof liegt westlich vom Ambulatorium. An der Nord- und Südseite flankieren ihn jeweils sechs Säulen, östlich befindet sich eine zweireihige Säulenhalle mit jeweils acht Säulen. In der Mitte dieses Hofes liegt ein tief hinabführender Dromos, der zum Königsgrab führt. Die Funde im Mittelhof umfassen einen Kalksteinaltar, eine Granitstele Sestostris’ III. und sechs Granitstatuen Sesostris’ III.
Westlich des Mittelhofes folgt die hypostyle Halle, welche 8 × 10 Säulen beinhaltet. Sie ist durch eine Mauer vom Mittelhof getrennt und liegt höher, sodass eine Stufe zu ihr hinaufgeführt hat.
Das Sanktuar schließt sich im Westen an die hypostyle Halle an und besteht aus einem in den Berg geschlagenen Speos und einem davor errichteten Langraum. Alle drei Außen- und die vier Innenwände des Sanktuares trugen Inschriften und Darstellungen in bemaltem Hochrelief. An den Innenwänden der Kapelle sind etwa zwanzig Einzelbilder und an der Eingangswand zwei Textfelder zu sehen gewesen. Auf Relieffragmenten ist der König in der Gegenwart von anderen Göttern als ein Kult empfangender Gott zu sehen. Der König wird vergöttlicht, da er ebenbürtig mit den Göttern dargestellt ist. Er ist nicht derjenige, der den Kult vollzieht, sondern der, der ihn erhält.
In der Statuenkammer wurde eine überlebensgroße Statue des Mentuhotep II. und ein Sitzbild des Amunre gefunden, wobei das Standbild wahrscheinlich zugleich Amunre darstellt. Hier ist wiederum die Gleichstellung des Königs mit einem Gott zu beobachten.

### Gründungsgruben
Unter den vier Ecken der Tempelterrasse entdeckte H. E. Winlock 1921/22 unversehrte Gründungsgruben, die während des Gründungsrituals, eines Rituals zur Grundsteinlegung von Tempeln und Gräbern, in den Boden gehackt und mit Gründungsopfern versehen wurden. Diese Gruben enthielten u. a. einen Rinderschädel, Essensbeigaben bestehend aus Krügen und Schalen mit Brot, Früchten und Gerste sowie Gründungsziegel mit den Namen von Mentuhotep II.
Unter den vier Ecken des Kernbaus wurden 1970 weitere Beigabensätze gefunden, die u. a. Speiseopfer wie Brot und Rinderrippen, Bronzefiguren, Fayence-Zepter und Leintücher als Unterlage der Beigaben enthielten. Die Leintücher waren an den Ecken mit Tinte beschriftet – auf sieben Tüchern mit dem Namen Mentuhoteps und auf dreien mit dem Namen von Antef II.

### Das Königsgrab
Vom Westhof aus führt auf der Hauptachse des Tempels durch den Dromos, den Zugang, ein 150 Meter langer Korridor schräg nach unten in eine Granitkammer hinab, die zweifellos die Grabstätte des Königs darstellt. Im Gegensatz zu Bab el-Hosan ist der Korridor nicht gewunden. Er verläuft gerade und endet in einer sich nach Süden öffnenden Kammer, die komplett mit Rosengranit verkleidet ist und ein spitz zulaufendes Dach besitzt. In ihr befand sich eine Kapelle aus Alabaster in Form eines oberägyptischen Per-wer-Heiligtums. Diese Kapelle war einst mit einer zweiflügeligen Tür verschlossen. Sie beherbergte einen hölzernen Sarg und Salbgefäße des Königs, welche Abdrücke im Boden hinterließen. Die Grabbeigaben sind durch die verschiedenen Plünderungen größtenteils nicht mehr erhalten, aus den wenigen Resten lässt sich aber das Beigrabenprogramm erschließen, das unter anderem zahlreiche Schiffs-, Kornspeicher-, Bäckereimodelle und weitere Modelle enthielt, sowie Szepter, Pfeile und andere Kultgegenstände.

### Das Bab el-Hosan

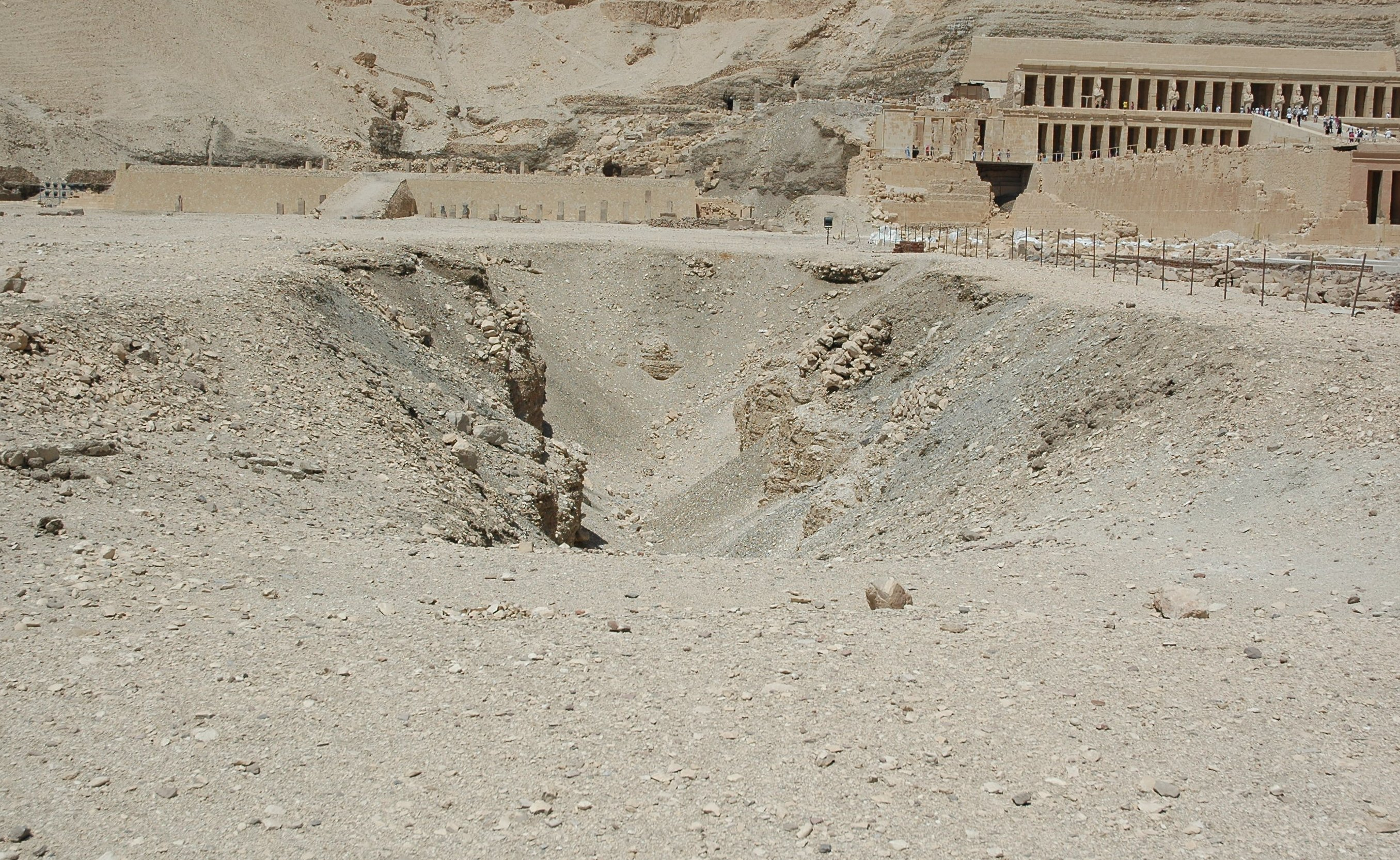
Zugang zum Bab el-Hosan im heutigen (2010) Zustand, im Hintergrund: Tempelanlage des Mentuhotep II. und Hatschepsut-Tempel

Der Zugang zum Bab el-Hosan („Tor des Pferdes“), welcher nördlich des Aufwegs liegt, wurde 1898 zufällig von Howard Carter entdeckt, als dieser mit seinem Pferd an dieser Stelle einstürzte. Die Anlage wurde dementsprechend nach dem Reitpferd Carters benannt.

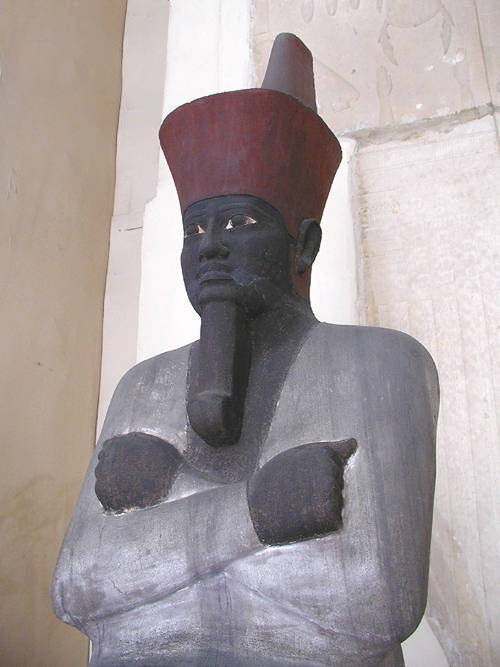
Schwarze Sitzstatue des Mentuhotep II. mit Krone Unterägyptens (aus Bab el-Hosan, heute Ägyptisches Museum, Kairo)

Bei der Anlage handelt es sich um ein Grab, das man als Zweitgrab des Königs auffassen kann. Es führt ein etwa 40 Meter langer, von Ost nach West schräg hinabführender Dromos in den Grund. In 17 Metern Tiefe verläuft hinter einem Tor ein Korridor 150 Meter abwärts in den Berg.
In der Grabkammer entdeckte Carter neben einem leeren Sarg das bekannte schwarze Sitzbild des Königs. Außerdem stieß er auf einen weiteren Schacht in der Kammer, der 30 Meter in die Tiefe führt und in einen Raum endet, in dem sich drei Holzboote, Keramik und ein Gefäß befanden.
Dieter Arnold interpretiert das Bab el-Hosan als Osirisgrab:

„So wäre also zu überlegen, ob mit der Beisetzung der Statue im Bab el-Hosan nicht ein sozusagen nach Theben geholtes Osiris-Grab geschaffen wurde, das dem thebanischen Herrscher auf magische Weise eine osirianische Auferstehung garantieren sollte […]. Ein solches Osiris-Grab wäre damit eine auf das jenseitige Schicksal des Königs bezogene Anlage gewesen, die nach einmaliger Benutzung verschlossen und vergessen wurde und die damit keinesfalls die Keimzelle für einen öffentlichen, thebanischen Osiris-Kult werden sollte.“

### Das Grab der Tem
In der Südwestecke des Hypostyls befindet sich die Grabanlage der Hauptgemahlin Tem, die im Gegensatz zu den anderen Gräbern der Tempelanlage bewusst ins Bauprogramm des Tempels einbezogen wurde und parallel zum Königsgrab verläuft. Die Grabkammer, in die man durch einen hinabführenden Korridor gelangt, wird zum größten Teil durch einen gewaltigen Alabastersarkophag ausgefüllt. Ebenfalls fand man hier 1968 bei Reinigungsarbeiten das Fragment einer Opferplatte der Königin aus Kalkstein.

### Sechs Gräber für Königinnen und Prinzessin

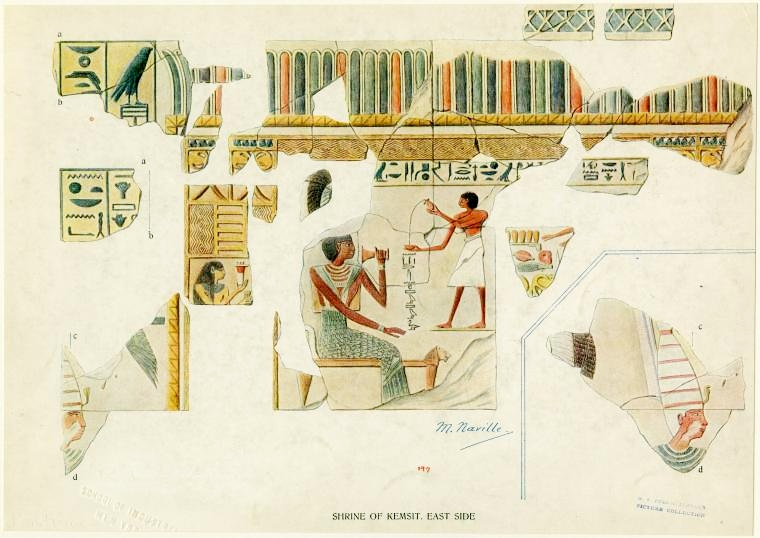
Kapelle der Kemsit, Relieffragmente, gezeichnet von Margaret Naville

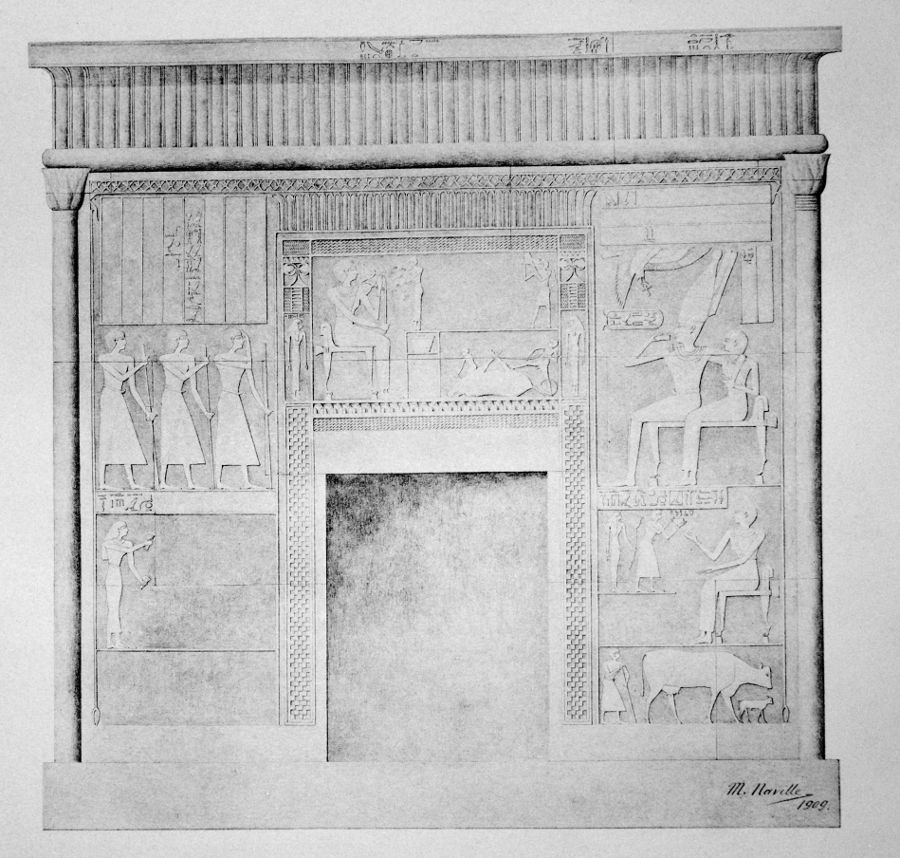
Eingang zur Kapelle der Sadhe nach einer Rekonstruktionszeichnung von Margaret Naville

An der westlichen Rückwand des Ambulatoriums werden sechs kostbar dekorierte Statuenkapellen mit jeweils unterirdischen Schachtgräbern für fünf Königsgemahlinnen und eine Prinzessin eingefasst. Es handelt sich um die Nebengemahlinnen Aaschit, Sadeh, Kawit, Kemsit und Henhenet sowie die Prinzessin Majit. Diese sind vielleicht alle gleichzeitig an einer Epidemie in jungen Jahren und zur Zeit einer frühen Bauphase des Tempels gestorben, da es sich um nahezu identische, nebeneinander angelegte Grabstätten handelt, deren Schächte schon früh verschlossen wurden und danach darüber teilweise die Säulen des Ambulatoriums gebaut wurden.
Die dazugehörigen Grabkapellen wurden später nischenähnlich in das Mauerwerk des Ambulatoriums integriert. Sie fanden sich nur noch in Fragmenten und waren außen mit Reliefs dekoriert, die die Damen zusammen mit dem König, alleine oder beim Trinken von Milch zeigen. Die mit herrlichen Reliefszenen geschmückten Sarkophage der Aaschit und Kawit befinden sich heute im Ägyptischen Museum in Kairo, der schlichte Sarkophag der Henhenet im Metropolitan Museum of Arts.

### Gräber der Neferu und des Hofstaates
Das Grab der Königsgemahlin Neferu (TT319), das sich durch Größe und Ausstattung deutlich von anderen königlichen Gemahlinnen hervorhebt, wurde am nördlichen Randbereich des Vorhofs angelegt und später in den Totentempel der Hatschepsut integriert.
Wie auch im Alten Reich wurden Grabanlagen der hohen Würdenträger in der Nähe der königlichen Grabanlage errichtet. So wurden in den umliegenden Felshängen und der Ebene östlich der Anlage, dem heutigen Asasif, teilweise große Saff-Gräber angelegt, deren eindeutige Zuordnung aufgrund ihres schlechten Erhaltungszustandes schwierig ist. Es wurde versucht, die Anlagen auf den Totentempel Mentuhoteps und den Aufweg auszurichten. Die größten Anlagen sind die vom Wesir Dagi (TT103), vom Schatzmeister Cheti (TT311) und vom Vermögensverwalter Henenu (TT313).

## Rekonstruktion des Kernbaus
Im Gegensatz zu den meisten anderen Teilen des Tempels ist die Rekonstruktion des Kernbaus ein erhebliches Problem und Gegenstand ägyptologischer Diskussion. Dies liegt am Mangel aufschlussreicher Architekturfragmente, dem Fehlen vergleichbarer anderer Bauten und der unklaren Vorstellung von Funktion und Bedeutung des Baus.

Rekonstruktionszeichnung des Tempels von Édouard Naville mit Pyramide auf dem Kernbau

Édouard Naville und Herbert E. Winlock rekonstruierten einen 7 bis 8 Meter hohen Kernbau, der mit einer Pyramide bekrönt war. Für diese Rekonstruktion als Pyramide spricht, dass im Papyrus Abbott, ein aus der Zeit Ramses’ IX. stammender Papyrus mit Verhandlungen über Grabräuberei, die Anlage des Mentuhotep II. ausdrücklich als Pyramide bezeichnet wird. Allerdings werden möglicherweise im Papyrus Abbott auch andere Gräber als Pyramide bezeichnet, die keine waren. In der Tutu-Stele aus der 12. Dynastie wird der Tempelname mit dem Pyramidenzeichen determiniert, in zwei thabanischen Graffiti mit Determitativen, die eher an eine Terrasse mit Obelisken erinnern.
Dieter Arnold lehnt die Rekonstruktion als Pyramide ab, da sich keine Spuren von Steinen finden ließen, die auf eine Pyramide hindeuteten, was aber bei den Ausmaßen eines solchen Bauwerks zu erwarten wäre. Zudem äußert er statische Bedenken: „Die relativ dünne Ummantelung des aus lockerem Füllschutt bestehenden Inneren des Kernbaus dürfte nicht ausgereicht haben, den Schub einer solchen Masse aufzufangen.“ Außerdem wäre eine Pyramide eher im hinteren Teil der Anlage, der dem Totenkult des Königs bedacht ist, zu erwarten, als in der architektonisch abgetrennten vorderen Hälfte.

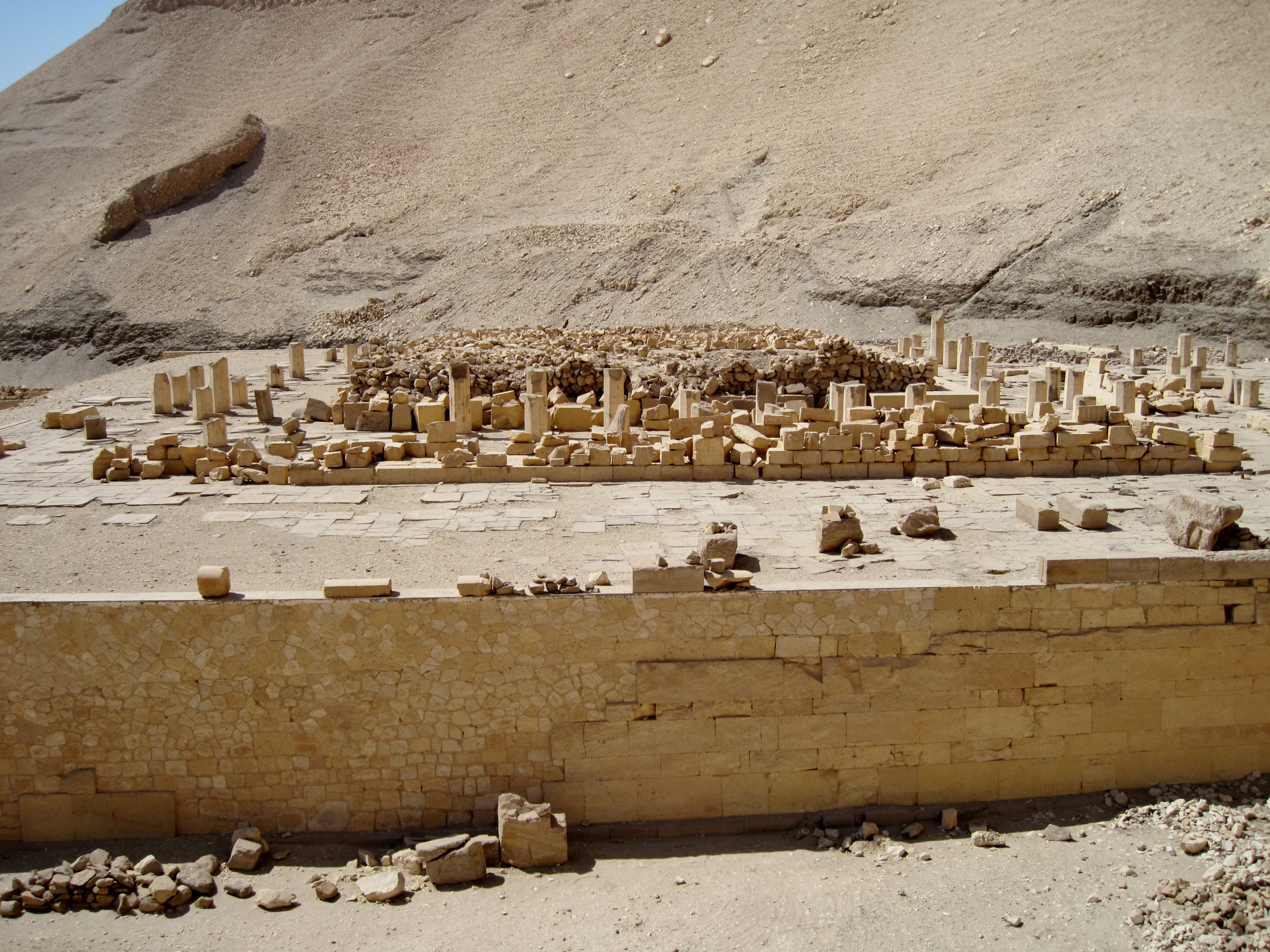
Heutiger Zustand der Tempelmitte

Dieter Arnold schlägt als Rekonstruktion eine stilisierte Vorstellung des Urhügels vor, die aus einem massiven Bau von leicht rechteckigem Grundriss mit einer flachen Dachterrasse besteht. Eine andere Variante dieser Rekonstruktion stammt von Rainer Stadelmann, die den Bau um einen mit Bäumen bepflanzten Sandhügel ergänzt, der den Urhügel darstellt.
Die Entdeckung des Grabs von Nub-cheper-Re Anjotef durch Daniel Polz im Jahr 2000 anhand von Hinweisen im Papyrus Abbott entfachte die Diskussion um einen pyramidenartigen Oberbau des Mentuhotep-Tempels neu. Das Grab des Nub-cheper-Re Anjotef war ehemals überbaut mit einer kleinen Pyramide mit 11 Metern Basislänge und einer errechneten Höhe von etwa 13 Metern. Weiter konnte ein Pyramidion der Grabanlage von Sechemre-Wepmaat Anjotef zugeordnet werden. Damit muss die Bezeichnung als Pyramide im Papyrus Abbott grundsätzlich ernst genommen werden. Trotz fehlendem archäologischem Nachweis kommt so Gunnar Sperveslage zum Schluss, dass die indirekten Hinweise und Analogien für eine Pyramide als Bekrönung des Kernbaus sprechen: „Die Architektur des Kernbaus verbindet dadurch die lokale thebanische Tradition der Pfeilerreihen vor den Saff-Gräbern und die memphitische des Pyramidenbaus. Mit der Pyramide lehnte sich Mentuhotep bewusst an die Tradition des Alten Reiches an und untermauerte so durch Adaption der traditionellen königlichen Grabform seine Legitimation als Herrscher über ganz Ägypten.“

## Kult
Der äußerst komplizierte und vielschichtige Charakter der Anlage, der schlechte Erhaltungszustand und das Fehlen ausreichenden inschriftlichen Materials erschweren umfassende Deutungsversuche und lassen nur Teilaspekte erfassen.
In Anbetracht der großen Verehrung, die Month unter Mentuhotep II. genoss, verwundert es nicht, dass ein großer Teil des Tempels diesem Gott gewidmet wurde, ja es dürfte schwer sein, sich eine andere Gottheit vorzustellen, der man zu dieser Zeit im thebanischen Bereich ein Heiligtum von Bedeutung und Ausmaßen des Mentuhotep-Tempels geweiht haben könnte. Der Gott tritt dabei in Verbindung mit dem Gott Re falkenköpfig und mit einer von zwei Schlangen geschmückten Sonnenscheibe als Month-Re in Erscheinung.
Der Kult des Amun-Re wurde von der Priesterschaft von Karnak durchgeführt und die Kultstätte des Amun-Re im Tempel des Mentuhotep II. war nur eine Zweigstelle des größeren Amun-Tempels in Karnak.
Eine besonders große Bedeutung erlangte in der 11. Dynastie auch die Göttin Hathor. Dementsprechend ist sie auch zahlreich im Bildprogramm des Tempels vertreten, wenn ihr auch keine eigene Kultstätte im Mentuhotep-Tempel geweiht wurde, was das Vorhandensein einer anderen Hathor-Kultstätte in der Nähe des Tempels vermuten lässt, die bisher aber noch nicht nachgewiesen wurde. Auch die Hathor-Verehrung in den benachbarten Totentempeln des Neuen Reichs lässt auf einen Ursprung dieses Kults an diesem Ort schließen.
Der Tempel besaß ein eigenes Kollegium aus Vorlese- und Reinigungspriestern, das für den Kult des verstorbenen beziehungsweise noch lebenden Königs verantwortlich war. Osirianische Aspekte spielten eine nicht unbedeutende Rolle und traten besonders stark beim Bab el-Hosan hervor.
Unter Mentuhotep II. ist auch erstmals die Durchführung des Talfests belegt, ein Nekropolenfest, bei dem die Statue des Amun-Re in der königlich-göttlichen Barke vom Karnak-Tempel aus in einer Prozession den Totentempel des verstorbenen Königs besucht.

## Geschichte des Tempels

### Bauentwicklung
Charakteristisch für die Tempelanlage sind verschiedene Phasen, in denen ihre Konzeption geändert wurde. Dieter Arnold unterteilt die Bautätigkeit am Tempel in vier Bauphasen. Der Phase A zur Zeit vor der Reichseinigung ordnet er nur die älteste Vorhof-Ostmauer zu, die vermutlich noch vor Fertigstellung durch ein neues Projekt (Phase B) überholt wurde, das eine beträchtliche Geländeerhöhung beinhaltete und von einer schildförmigen Steinmauer eingefasst wurde, die den gesamten Talkessel von Deir el-Bahari umgab. In dieser Phase wurden vermutlich schon die sechs Kapellen von Königinnengemahlinnen mit ihren Grabschächten angelegt, der Aufweg wurde aufgeschüttet und einen Schwerpunkt der Arbeiten bildete die Herstellung des Bab el-Hosan, das als ursprüngliches Königsgrab vorgesehen war. Offenbar war eine Anlage im Stile der traditionellen Felsgräber, der sogenannten Saff-Gräber von Mentuhoteps Vorfahren geplant, aber die Anlage vereint in dieser Phase offensichtlich schon Elemente des oberägyptischen Hofgrabes mit denen des "memphitischen" Königsgrabes.
Nach dem ersten Regierungsjubiläums des Königs entstand in den Bauphasen C und D vermutlich eine in ihrer Konzeption grundlegend abgeänderte Tempelanlage: Das Ambulatorium mit dem Kernbau sowie westlich dahinter der Mittelhof, Westhof und das Hypostyl mit dem Speos wurden errichtet und das Bab el-Hosan wurde an Stelle des Königsgrabs aufgegeben.

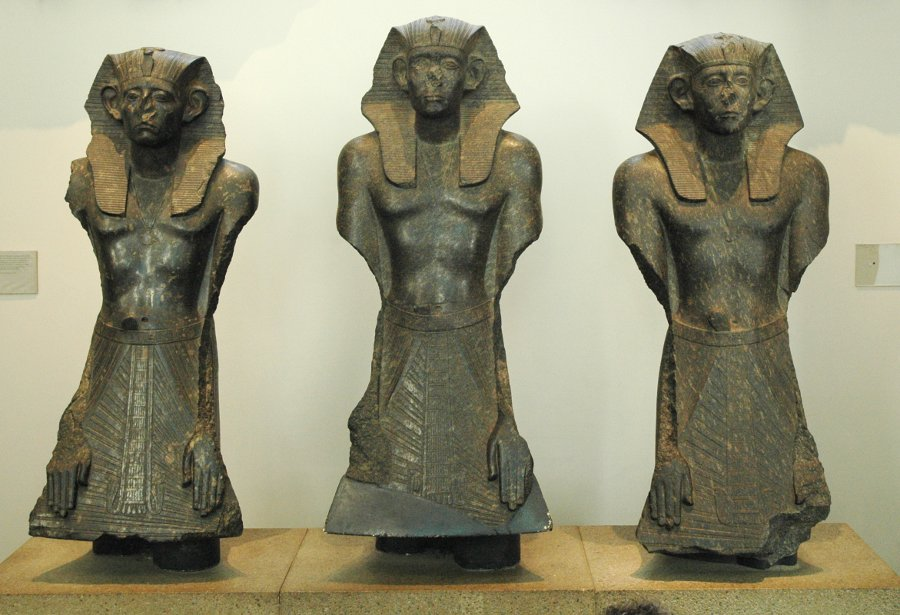
Schwarze Granitstatuen von Sesostris III., die im Totentempel des Mentuhotep II. aufgestellt wurden, heute im British Museum

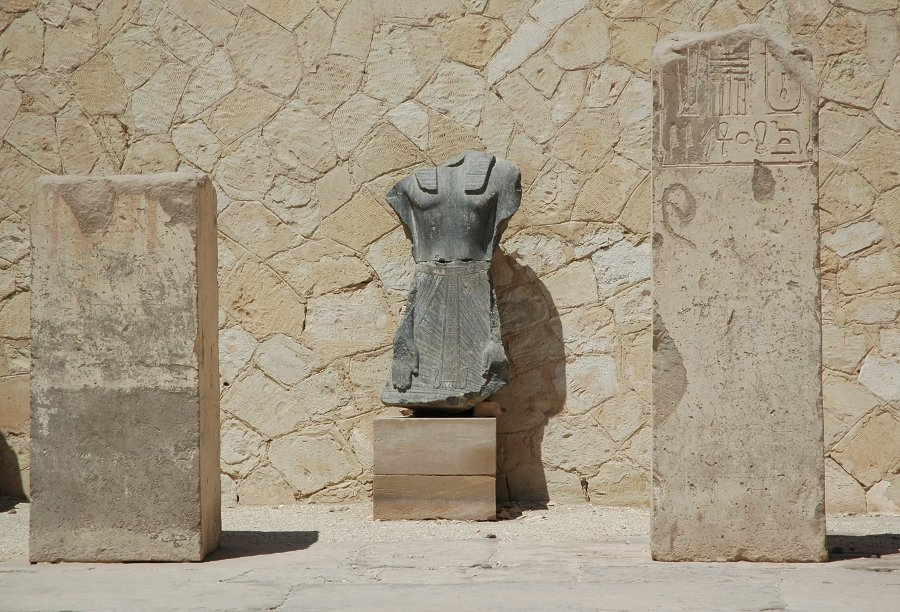
Reste einer Statue von Sesostris III., heute in der unteren Pfeilerhalle des Mentuhotep-Tempels aufgestellt

### Spätere Nutzung des Tempels
Nach dem Tod Mentuhoteps II. wurde der Tempel entsprechend den neuen religiösen Tendenzen in ein Amun-Re-Heiligtum umgewandelt. Auch wenn der Kultbetrieb nachweislich aufrechterhalten wurde, konnten für die folgenden 120 Jahre bis zur Zeit Sesostris’ III. keine neuen Denkmäler nachgewiesen werden. Erst Sesostris III. bekundete seine Wertschätzung des Tempels, indem er ihm eine Granitstele und sechs Granitstatuen stiftete.
Auch in der Zweiten Zwischenzeit wurde der Tempel mit Stiftungen bedacht.
Als unter Amenophis I. im Neuen Reich wieder eine starke Bautätigkeit einsetzte, rückte sofort auch Deir el-Bahari wieder ins Zentrum des Interesses. Amenophis I. errichtete hier ein kleines Heiligtum und ließ im Mentuhotep-Tempel Statuen bei der Rampe zur Terrasse aufstellen. Unter der Königin Hatschepsut erlangte dieses Kultzentrum eine derartige religiöse Bedeutung, dass durch den Bau des Hatschepsut-Tempels der Mentuhotep-Tempel an die Peripherie des Talkessels und in den Schatten dieses neuen Bauwerks gedrängt wurde. In dem kleinen Freiraum zwischen den beiden Tempeln ließ auch Hatschepsuts Nachfolger Thutmosis III. einen Totentempel errichten.
Abgesehen von einer kurzen Unterbrechungszeit während der Herrschaft Echnatons wurde der Kult bis in die 20. Dynastie aufrechterhalten. Unter Ramses IV. oder Ramses VI. wurde mit dem Abbruch des Mentuhotep-Tempels begonnen, vermutlich zur Wiederverwendung des Baumaterials für einen größeren Tempel am unteren Aufwegende. Vom Thutmosis-Tempel, der ebenfalls abgetragen wurde, rutschen durch die Entfernung der Stützmauern gewaltige Schuttmassen ab und lösten einen Bergrutsch aus. Der Mentuhotep-Tempel versank damit unter einem riesigen Schutthügel.

### Überblick
- Dieter Arnold: Der Tempel des Königs Mentuhotep von Deir el-Bahari. 3 Bände, von Zabern, Mainz am Rhein 1974–1981, ISBN 3-8053-0316-5 (Zugleich: Habilitationsschrift, Universität München).
  - Band 1: Architektur und Deutung (= Archäologische Veröffentlichungen (= Archäologische Veröffentlichungen. [Deutsches Archäologisches Institut. Abteilung Kairo] Band 8). von Zabern, Mainz 1974, ISBN 3-8053-0316-5.
  - Band 2: Die Wandreliefs des Sanktuares / Zeichn. von Wolf-Günther Legde u. Reginald Coleman (= Archäologische Veröffentlichungen. Band 11). von Zabern, Mainz 1974, ISBN 3-8053-0316-5.
  - Band 3:  Die Königlichen Beigaben; mit einem Beitrag von Dorothea Arnold.  (= Archäologische Veröffentlichungen. Band 23). von Zabern, Mainz 1981, ISBN 3-8053-0316-5.
- Dieter Arnold: Deir el-Bahari II. In: Wolfgang Helck, Eberhard Otto (Hrsg.): Lexikon der Ägyptologie. Band 1: A – Ernte. Harrassowitz, Wiesbaden 1975, ISBN 3-447-01670-1.
- Dieter Arnold, Herbert E Winlock: The Temple of Mentuhotep at Deir el Bahari. (= Publications of the Metropolitan Museum of Art, Egyptian Expedition. Band 21, ZDB-ID 275440-x). Metropolitan Museum of Art, New York (NY) 1979, ISBN 0-87099-163-9.
- Dieter Arnold: Die Tempel Ägyptens. Götterwohnungen – Baudenkmäler – Kultstätten. Artemis & Winkler, München u. a. 1992, ISBN 3-7608-1073-X, S. 140–41.
- Rosanna Pirelli: Deir el-Bahri, Mentuhotep II complex. In: Kathryn A. Bard (Hrsg.): Encyclopedia of the Archaeology of Ancient Egypt. Routledge, London 1999, ISBN 0-415-18589-0, S. 239–42.
- Dieter Arnold: Lexikon der ägyptischen Baukunst. Albatros, Düsseldorf 2000, ISBN 3-491-96001-0, S. 159–60.
- Thomas Kühn: Der königliche Tempel- und Grabbezirk Mentu-hotep II. in Deir el-Bahari. In: Kemet. Jahrgang 19, Heft 1, 2010, S. 19ff.

### Monographien (mit Rezension)
- Édouard Naville: The XIth dynasty temple at Deir El-Bahari. Teil 1 (= Memoir of the Egypt Exploration Fund. Band 28, ISSN 0307-5109). Egypt Exploration Fund u. a., London 1907.
- Édouard Naville: The XIth dynasty temple at Deir El-Bahari. Teil 2 (= Memoir of the Egypt Exploration Fund. 30). Egypt Exploration Fund, London 1910.
- Ingrid Gamer-Wallert: Rezension: Der Tempel des Königs Mentuhotep von Deir el-Bahari. Band 1: Architektur und Deutung = Archäologische Veröffentlichungen  8. Deutsches Archäologisches Institut, Abteilung Kairo by Dieter Arnold. In: Die Welt des Orients. Wissenschaftliche Beiträge zur Kunde des Morgenlandes. (WdO) Band 8, 1975/ 1976, ISSN 0043-2547, S. 320–323.
- Eberhard Graefe: Rezension: D. Arnold, Der Tempel des Königs Mentuhotep von Deir el-Bahari Band. 1: Architektur und Deutung. In: Bibliotheca Orientalis. (BiOr) Band 38, 1981, ISSN 0006-1913, S. 38–43.

### Detailfragen
- Howard Carter: Report on the Tomb of Mentuhotep Ist at Deir el-Bahari, Known as the Bab el-Hocan. In: Annales du service des antiquités de l'Égypte. (ASAE) Band 2, 1901, ISSN 1687-1510, S. 201–205.
- H. E. Winlock: Excavations at Deir el-Bahari 1911–1931. Macmillan, New York (NY) 1942.
- Ingrid Gamer-Wallert: Pyramiden im oberägyptischen Theben. In: Sokar. Bands 5, 2002, ISSN 1438-7956, S. 45–51.
- Gunnar Sperveslage: Die Pyramide des Mentuhotep. In: Sokar. Band 18, 2009, S. 60–69.